# José de Almeida Eusébio
José de Almeida Eusébio ComC • GCC (1881 — 1945) foi um advogado, político e jornalista.

## Biografia
Formado em Direito pela Universidade de Coimbra, cidade onde exerceu a advocacia até 1926, mudou-se então para a Covilhã, onde foi Presidente da Câmara Municipal e dirigiu o semanário Notícias da Covilhã até 1930. Foi Ministro da Justiça entre 1931 e 1932, passando depois a exercer o cargo de director da Cadeia Penitenciária de Lisboa, em que se evidenciou.
A 5 de Outubro de 1930 foi feito Comendador da Ordem Militar de Nosso Senhor Jesus Cristo e a 1 de Abril de 1932 foi elevado a Grã-Cruz da mesma Ordem.